# حزب برگزیت
حزب برگزیت (انگلیسی: Brexit Party) یک حزب بریتانیایی اروپاگریز به رهبری نایجل فراژ است. این حزب که کمی پیش از انتخابات ۲۰۱۹ پارلمان اروپا تشکیل شده‌است، طرفدار خروج بریتانیا از اتحادیه اروپا یا به اصطلاح برگزیت می‌باشد که در نتیجه همه‌پرسی عضویت بریتانیا در اتحادیه اروپا در دستور کار دولت این کشور قرار گرفت. 